# الدول العربية في الخليج العربي

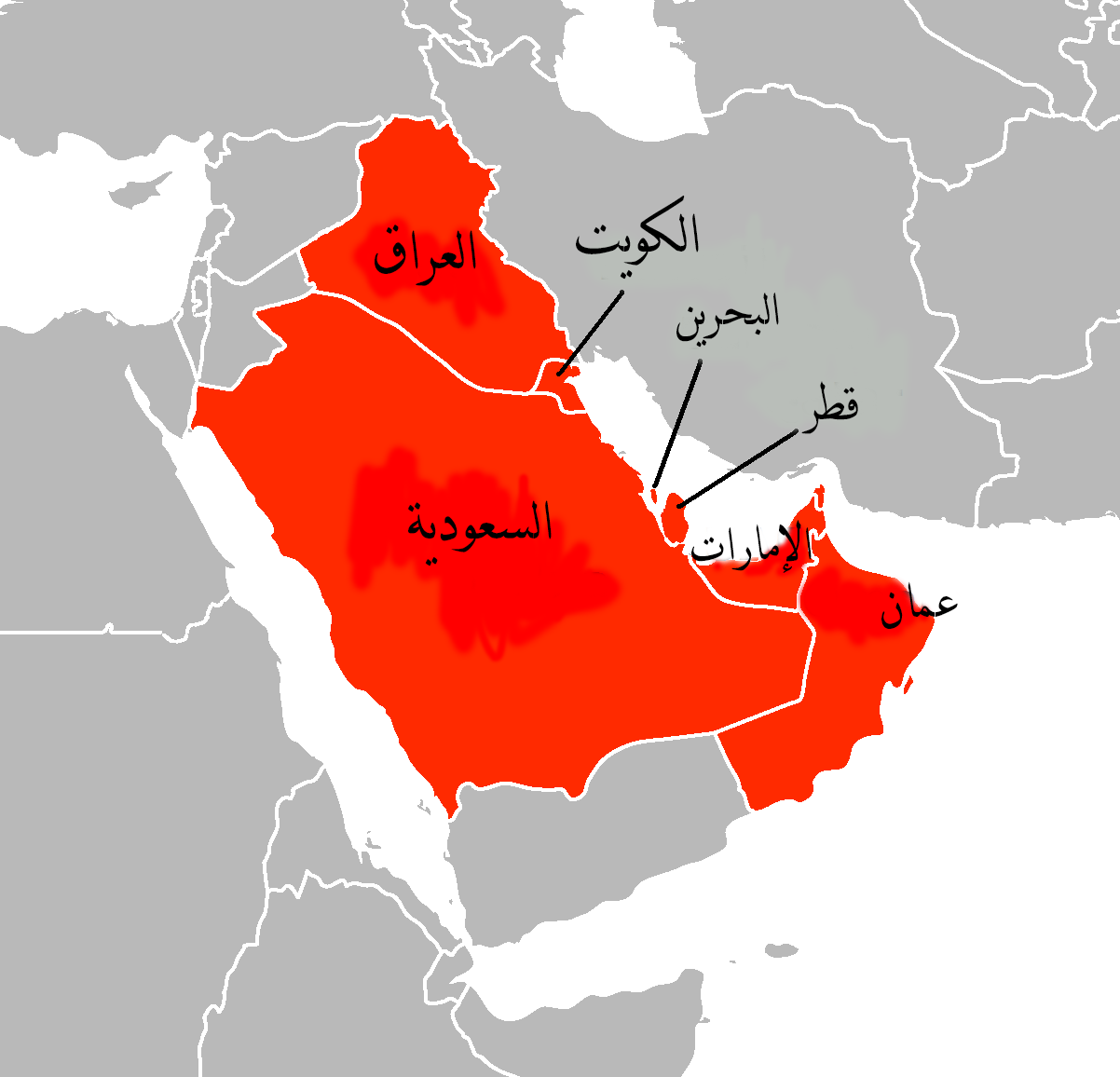
خريطة توضيح الدول العربية في الخليج العربي

الدول العربية في الخليج العربي أو منطقة الخليج العربية، هي المنطقة الجغرافية في الجنوب الغربي من قارة آسيا التي تطل على الخليج العربي وتقع عموماً جنوب منطقة الهلال الخصيب، ومغطية الأجزاء الشرقية من شبه الجزيرة العربية. ودولها شاملة كل أو أجزاء من السعودية والإمارات وعُمان والكويت والبحرين وقطر والعراق. وتعدّ جميع هذه الدول (فيما عدا العراق) جزءاً من مجلس التعاون الخليجي. واللغة العربية هي اللغة رسمية لتلك الدول، حيث تطغى اللغة العربية على اللغات المستخدمة في تلك المنطقة، ويتحدثها كذلك سكان الأهواز العرب التي هي جزء من إيران في الجنوب الغربي منها منذ عام 1928، والديانة الأكثر إنتشاراً في هذه الدول هي الإسلام.

## الحكم السياسي
الحكم في البلدان العربية في منطقة الخليج العربي مقسم إلى عدة أقسام، وهي:
- ملكية مطلقة: مثلما هو الحال في السعودية وعُمان حيث فيها السياسة الملكية، وفيها يكون الحكم للعائلة المالكة.
- إمارة دستورية وراثية: مثلما هو الحال في الكويت وقطر كونهم دولة أميرية، ويختار فيها الشعب الحكم.
- ملكية دستورية: مثلما هو الحال في البحرين والتي تحكمها الملكية الدستورية، ويختار الشعب الحكم.
- دولة اتحادية دستورية: مثلما هو الحال في الإمارات[2] والعراق الذي يعتبر حكمه جمهوريًا اتحاديًا.

## الأحداث
أغلب الأحداث التي حدثت في الخليج العربي، كانت مجموعة من المتغيرات وهيمنة على مياه الخليج العربي، ومن أبرزها:
- احتلال برتغالي لبعض عمان والإمارات وشرق السعودية،[3][4] ثم احتلال بريطاني على الكويت والعراق والبحرين وقطر.
- بدأت استخراج النفط لأول مرة في الشرق الأوسط في العشرينيات من القرن العشرين.
- حرب الخليج الأولى والثانية حتى سنة 1990، واحراق جميع أبار النفط.
- أصبحت الخليج العربي تعتمد على الأسطول الأمريكي الخامس في البحرين، لحماية حلفائها العرب من التهديد الإيراني.
- قضية مضيق هرمز، لأن مضيق هرمز هي بوابة تصدير النفط لدول العالم.
- أحداث البحرين عام 2011، ودخول قوات درع الجزيرة للحد من الهيمنة الشيعية في المنطقة.
- تثبيت العلاقات العربية الأمريكية في مياه الخليج منذ عام 1945.
- تبعات الحرب الأهلية اليمنية 2015 - مستمر.

## الاقتصاد
كان سكان منطقة الخليج العربي يعتمدون على البحر لإصطياد الأسماك واستخراج اللؤلؤ، وكانت التجارة هي المحطة الأولى للتجار العرب، ولكن بعد البدء بالإستخراج التجاري للنفط، ونشوء دول دخولها من النفط والغاز كبيرة، بدأت تطورات هائلة لبناء البنية التحتية. هذه الدول (باستثناء السعودية والعراق) لديها تعداد سكاني صغير مما أدى لارتفاع معدل دخل الفرد لمستويات أعلى من تلك الموجودة في الدول المجاورة. ولتعويض نقص العمالة في سوق العمل، فإن هذه الدول تستضيف عددًا كبيرًا من الوافدين من جنوب وجنوب شرق آسيا للعمل المؤقت.

## وصلات خارجية
- Gulf Research Center
- Gulf2000